# Publius Cornelius Scipio Africanus

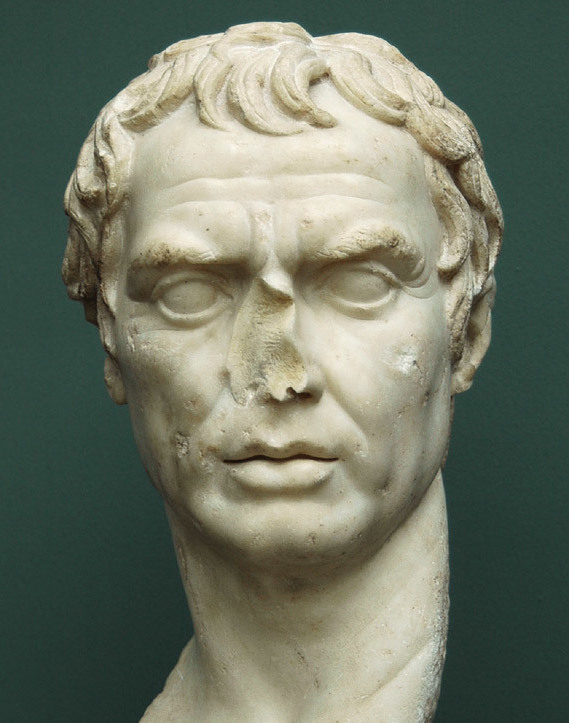
Zugeschriebene Büste des Scipio Africanus (vormals Sulla zugeschrieben), möglicherweise vom Grab der Scipionen. Ny Carlsberg Glyptotek, Kopenhagen.

Publius Cornelius Scipio Africanus (* 235 v. Chr. in Rom; † 183 v. Chr.) war Feldherr im Zweiten Punischen Krieg und Staatsmann der Römischen Republik. Er wurde bekannt durch den Sieg über Hannibal in der Schlacht bei Zama, der ihm die Anerkennung als einer der erfolgreichsten Kommandeure in der Militärgeschichte sowie den Beinamen Africanus einbrachte. Da sein militärischer Ruhm jedoch die politische Ordnung der Republik bedrohte, verbrachte er seinen Lebensabend im Exil.

## Der Aufstieg zum Konsul

### Die Jugendjahre
Scipio (was im Lateinischen etwa „Eisenstange“ oder „Stab“ bedeutet) wurde 235 v. Chr. in Rom geboren. Er entstammte dem patrizischen Geschlecht der Scipionen, einem Zweig der Cornelier. Mehrere Vorfahren bekleideten bereits das Consulat. So entstammten von den zehn Konsuln, die von 222 v. Chr. bis 218 v. Chr. gewählt wurden, drei den Scipionen. Der Urgroßvater des Publius Cornelius Scipio Africanus, Lucius Cornelius Scipio Barbatus, der auch als Stammvater der Scipionen gilt, bekleidete das Amt des Pontifex Maximus und wurde 280 v. Chr. zum Zensor gewählt. Vor allem durch seine militärischen Erfolge in den Samnitenkriegen erlangten er und seine Familie Bedeutung. Publius Scipio war der älteste Sohn des Publius Cornelius Scipio, der 218 v. Chr. Konsul werden sollte, und dessen Frau Pomponia, die einer angesehenen plebejischen Familie entstammte. Über seine Jugend ist bekannt, dass er durch seine Eltern eine religiöse Erziehung genossen und täglich den Jupitertempel auf dem Kapitol besucht haben soll:
Denn Scipio war nicht nur durch wirkliche Vorzüge bewunderungswürdig (…). Darauf hatte er von Anfang an hingewirkt, indem er, seit er die Männertoga angelegt hatte, an keinem Tag ein öffentliches Geschäft oder eine persönliche Angelegenheit vornahm, ohne vorher auf das Kapitol zu gehen, wo er in den Tempel eintrat, sich niedersetzte und meistens allein an einem abgeschiedenen Ort eine Zeit verweilte.

### Früher Kriegsdienst

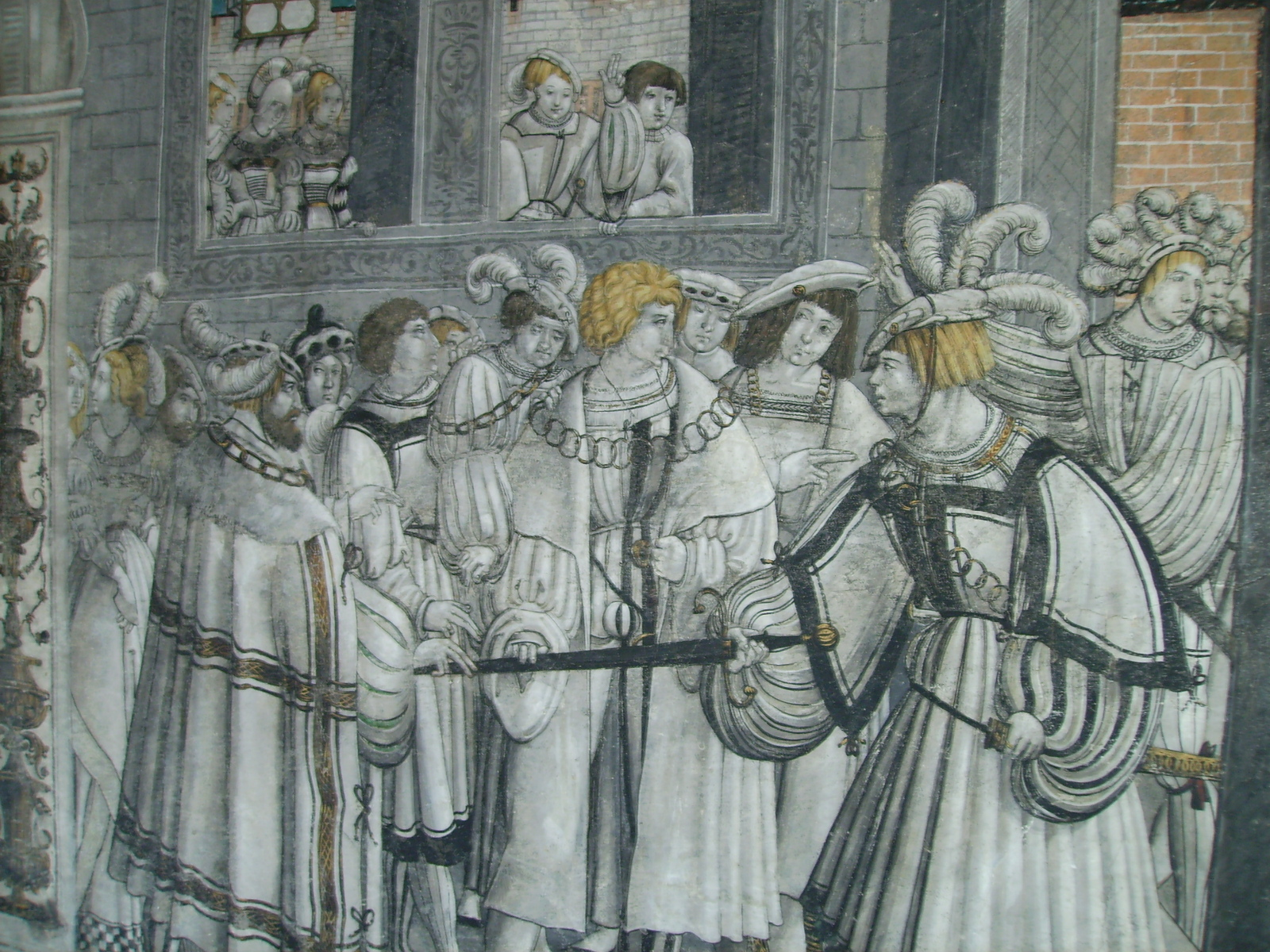
Der Schwur des Scipio in Canusium, unmittelbar nach der Niederlage bei Cannae. Fresco im Kloster St. Georgen um 1515

Scipios Vater war für das Jahr 218 v. Chr., in dem der Zweite Punische Krieg ausbrach, zum Konsul gewählt. Die Strategie des Senats sah einen Doppelangriff auf die karthagischen Besitztümer in Afrika und Spanien vor. Den Angriff auf Spanien sollte der Konsul Scipio leiten. Da sein Sohn jetzt mit 17 oder 18 Jahren alt genug war, in der römischen Armee zu dienen, wurde er zusammen mit seinem Onkel Gnaeus Cornelius Scipio Calvus der Armee seines Vaters zugeteilt (von einem römischen Bürger wurde erwartet, mindestens zehn Jahre in der Armee zu dienen). Das Heer der Scipionen erreichte im September 218 v. Chr. Massilia, konnte aber Hannibal nicht mehr an der Rhone stellen, um dessen Alpenüberquerung zu verhindern. Der Konsul übergab daraufhin den Oberbefehl über die Spanienarmee seinem Bruder und kehrte nach Italien zurück, um das Kommando der römischen Streitkräfte in der Provinz Gallia cisalpina in der Poebene zu übernehmen, wobei ihm sein Sohn folgte.
Die erste Schlacht des Krieges fand am Fluss Ticinus zwischen der Kavallerie Hannibals und leichten Truppen Roms statt. Dabei war die karthagische Vorhut der römischen Armee zahlenmäßig unterlegen. Von einem Hügel aus beobachtete der junge Scipio mit der Leibwache den Ablauf. Ein Großteil der leichten Truppen floh sofort und Hannibals numidische Kavallerie konnte die verbliebenen Römer einkesseln. Der Konsul wurde verwundet und fiel von seinem Pferd. Daraufhin forderte Scipio seine Leibwache auf, seinen Vater zu retten. Da diese sich weigerte, gab Scipio seinem Pferd die Sporen und stürmte laut einer Legende auf die Feinde zu, die Leibwache musste ihm folgen. Da die Karthager von diesem Angriff völlig überrascht waren und weitere römische Einheiten hinter dem Hügel vermuteten, zogen sie sich rasch zurück, so dass Scipio seinen Vater retten konnte. Für diesen bedingungslosen Einsatz wurde ihm mit der corona civica die höchste militärische Auszeichnung Roms verliehen. Zu dieser Zeit lernte er auch Aemilia, die Tochter des römischen Generals Lucius Aemilius Paullus, seine spätere Frau, kennen.
Trotz der schweren Niederlagen römischer Armeen in den Schlachten an der Trebia (Dezember 218 v. Chr.) und in der Schlacht von Cannae (August 216 v. Chr.) glaubte Scipio weiterhin an einen Sieg über Karthago. Als er hörte, dass einige Senatoren um Lucius Caecilius Metellus ihre weitere Unterstützung verweigerten und Frieden schließen wollten, stürmte er kurzerhand mit seinen Anhängern die Sitzung und schwor bei vorgehaltenem Schwert, Rom treu bis in den Tod zu dienen. Erneut beeindruckt von Scipios Willensstärke, gab der Senat den Gedanken an Frieden trotz der großen Verluste auf, und im darauffolgenden Jahr (213 v. Chr.) wurde der junge Scipio zum Ädilen gewählt, obwohl er das für dieses Amt übliche Alter (gesetzlich auf 37 Jahre festgelegt) noch nicht erreicht hatte. Seine Wahl trotz der Minderjährigkeit begründete er mit den Worten: Wenn alle Menschen Roms mich zum Ädil machen wollen, … dann bin ich alt genug.

### Der Spanienfeldzug
Als im Jahr 211 v. Chr. Scipios Vater Publius Cornelius Scipio wie auch sein Onkel Gnaeus Cornelius Scipio Calvus im Kampf gegen Hannibals Bruder Hasdrubal Barkas getötet wurden, bot sich Scipio im folgenden Jahr für den Befehl einer Armee an, die die karthagischen Besitztümer in Hispania erobern sollte. Trotz seiner Jugend war der Senat erneut von seinem Verhalten begeistert, sodass er einstimmig zum Oberbefehlshaber der Spanienarmee gewählt und zugleich als Prokonsul bestätigt wurde. Scipio verließ Rom mit zehntausend Infanteristen und tausend Kavalleristen, die auf 30 Quinqueremen transportiert wurden.
Als Scipio 210 v. Chr. in Empúries landete, war ganz Hispanien unterhalb des Ebro unter karthagischer Kontrolle. Den Winter des Jahres nutzte er zur Verstärkung seiner Armee, indem er Allianzen mit den umliegenden spanischen Stämmen einging und einen Landtag nach Tarraco einberief. Zudem ließ er das Umland und größere Städte der Punier ausspionieren:
Als er dann nach Spanien kam, erkundigte er sich überall auf das eingehendste nach der Lage beim Gegner und erfuhr, dass das karthagische Heer in drei Teile geteilt sei: Mago stehe diesseits der Säulen des Herakles im Lande der Konier, Hasdrubal, der Sohn Giskos, in Lusitanien an der Mündung des Tagus, der andere Hasdrubal belagere eine Stadt der Karpetaner, keiner aber von ihnen sei weniger als zehn Tagesmärsche von Nova Carthago entfernt.

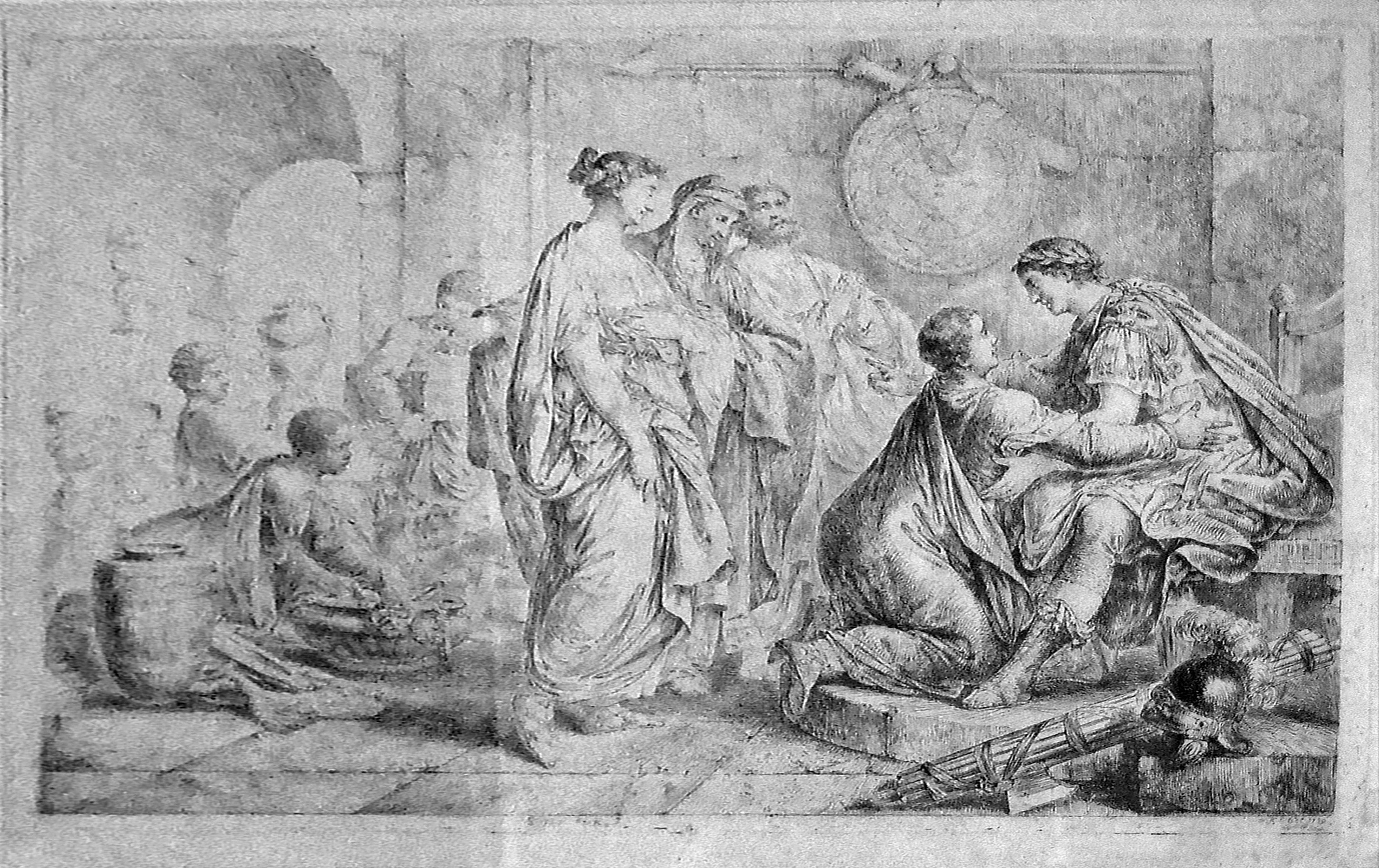
Scipio gibt dem Celtiberier Allucius seine Verlobte zurück. Radierung von Bernhard Rode 1779.

Diesen strategischen Vorteil nutzte er aus und konnte 209 v. Chr. Carthago Nova (Cartagena) durch einen Überraschungsangriff erobern. Bei der Einnahme der Stadt und der damals üblichen Plünderung bewies Scipio laut dem antiken Geschichtsschreiber Livius wieder einmal seine Ritterlichkeit: Der Legende nach bemächtigten sich seine Soldaten neben der Schatzkammer auch einer schönen Frau, die sie Scipio als Kriegspreis anboten. Scipio war zwar von ihrer Schönheit überrascht, hörte aber, dass die Frau die Verlobte eines keltischen Stammesführers namens Allucius war. Daraufhin gab er sie ihrem Verlobten zusammen mit dem von ihren Eltern gestellten Lösegeld zurück.
Durch die Einnahme Carthago Novas und damit des wichtigsten Anlaufhafens der Punier trennte Scipio die Verbindung zwischen Spanien und dem Mutterland der Karthager. Doch trotz der Eroberung der Stadt waren noch immer drei punische Heere in Hispanien. Dennoch gelang es den Römern, immer mehr Stammesfürsten auf ihre Seite zu ziehen, sodass sich Hasdrubal zum Handeln gezwungen sah. Auch Scipio wollte die Entscheidung. Auf dem Weg aus seinem Winterquartier bei Tarragona in Richtung der Baetica (Andalusien) stellte sich Hasdrubal ihm auf einer Anhöhe bei Baecula mit 25.000 bis 30.000 Männern entgegen. Scipio, der seine nur 35.000 bis 40.000 Mann starke Armee noch mit etwa 10.000 spanischen Söldnern verstärkt hatte, sah sich in der strategisch schlechteren Lage und zögerte zunächst. Da allerdings die Schlachtordnung der Karthager noch nicht hergestellt war, entschloss er sich zum Angriff und überraschte sie somit erneut. Trotz des taktisch wichtigen Sieges kostete der Frontalangriff jedoch auch die Römer Substanz.
Im darauffolgenden Jahr versuchte Scipio die Streitmacht des Mago Barkas zu bekämpfen, doch dieser zog sich rasch zurück. Hierbei fanden die Römer einen jungen Knaben numidischer Abstammung vor. Sein Name war Massiva, ein Neffe des ostnumidischen Königs Massinissa. Seiner Ritterlichkeit treu, ließ Scipio den Gefangenen gut behandeln und sandte den Jungen zu seinem Onkel zurück, der ihn reich beschenkte. Gleichzeitig besuchte er den Westnumider Syphax und erneuerte mit ihm das Bündnis beider Völker. Nachdem Hasdrubal nach Italien abgezogen wurde, avancierte Mago zum Oberbefehlshaber der karthagischen Streitmacht in Hispania. Mago verbrachte den Winter mit der Rekrutierung neuer Truppen, um sich zur Entscheidungsschlacht zu rüsten. So gelang es ihm, eine Armee mit 70.000 Infanteristen, 4.500 Kavalleristen und 32 Elefanten im Frühjahr nach Osten in Richtung Cádiz zu führen. Scipios Armee hingegen bestand nur noch aus 45.000 Infanteristen und etwa 3.000 Berittenen.
Erneut sah er sich in einer strategisch schlechteren Lage, da die Karthager abermals einen Hügel bei Ilipa besetzt hatten. Diesmal stand jedoch auch die Schlachtformation, sodass Scipio zunächst passiv blieb. Daraufhin griffen die Karthager an, konnten jedoch keinen Erfolg erzielen. Da die Schlacht mit Unterbrechungen mehrere Tage andauerte, erkannte Scipio die Müdigkeit aller Kämpfer und befahl seinen Männern eines Morgens, schlachtbereit Aufstellung zu nehmen, während der überwiegende Teil der Punier noch schlief und somit ohne das wichtige Morgenmahl zur Schlacht antreten musste. An diesem Tag gelang es Scipio, die Karthager zurückzudrängen, zeitgleich griff seine Reiterei deren Flügel an. Die dort stationierten Elefanten gerieten schnell in Panik und zerstampften dabei die eigenen Soldaten. Zudem gerieten die Reihen Magos in Unordnung, sodass er den Rückzug anordnen ließ. Die Quellen berichten, Scipio sei nach dem Sieg von den spanischen Truppen als König (rex) begrüßt worden, habe sich diese Anrede aber verbeten und sich stattdessen imperator nennen lassen (Livius 27,19,3–6).
Nach der Schlacht räumten die Karthager Spanien, und Scipio begann mit der Unterwerfung der restlichen Städte. Einige der Stämme, die die Römer 211 verraten hatten, ließ er zudem bestrafen. So marschierte er in der Folge gegen Indibilis und besiegte hier eine keltische Armee völlig. Auch eine Meuterei unter seinen Soldaten wegen zu spät gezahlten Solds konnte er beruhigen (Polybios XI.25–30). Durch den Sieg bei Ilipa eröffnete sich für Scipio die Möglichkeit, die Punier direkt in Afrika anzugreifen. Am Ende des Jahres kehrte er nach Rom zurück und ließ sich im Alter von 31 Jahren im Jahr 205 v. Chr. zum Konsul wählen.

## Afrikafeldzug

### Die Vorbereitungen
Noch im selben Jahr forderte der neu gewählte Konsul die Aufstellung einer Armee, um das barkidische Kerngebiet in Afrika zu erobern. Dieser Plan wurde jedoch durch seine vielen Feinde im Senat, deren Abneigung er vor allem durch seine Beliebtheit im Volk auf sich zog, abgelehnt. Somit blieb Scipio nur die Möglichkeit, auf Sizilien eine neue Armee zu rekrutieren und auf den Angriffsbefehl zu warten.
Durch Spenden verbündeter Völker in Italien gelang es ihm, 30 neue Schiffe innerhalb von 45 Tagen bauen zu lassen und so mit den ersten 7000 Freiwilligen nach Sizilien überzusetzen. Während Scipio dort begann, seine Armee weiter zu verstärken, wurden Hannibals Bewegungen auf die südwestliche Zehe Italiens eingeschränkt. Scipio, der die Kampfhandlungen nach Afrika tragen wollte, begann Sizilien in ein „Trainingslager“ zu verwandeln und seine Armee in Lilybaeum zu versammeln. Durch seinen großen Namen inspiriert, strömten täglich neue Rekruten und Söldner aus allen Teilen Italiens ins heutige Marsala. Einen Großteil dieser stellten Überlebende des Misserfolgs von Cannae dar, welche in ihrer Ehre als Soldaten gekränkt waren. Doch trotz der starken römischen Infanterie fürchtete er die Barkiden, vor allem deren Kavallerie, wie auch die der mit Karthago verbündeten Numider. Da ihm aber die finanziellen Mittel zum Aufbau einer starken Reiterei fehlten, bediente er sich einer List: Er zwang 300 junge sizilianische Adlige zum Kriegsdienst, welche ihn als Kavallerieunterstützung nach Afrika begleiten sollten. Empört von dieser Maßnahme versammelten sich die aufgebrachten Eltern vor dem Lager. Scipio begegnete ihnen freundlich und bot den Adligen an, als Ausgleich ein Pferd, Ausrüstung und einen Reiter zur Verfügung zu stellen. Die Sizilianer stimmten schnell zu und Scipio hielt sein Versprechen.
Nachdem seine Armee ausgebildet war, liefen die letzten Vorbereitungen für die Invasion an; alte und neue Schiffe wurden ausgebessert oder repariert und die Truppen zum Verschiffen bereit gemacht. Um den ersehnten Auslaufbefehl zu erhalten, bat Scipio um die Entsendung einer Kommission und eroberte zugleich mit 3.000 Soldaten die von Hannibal geplünderte Kleinstadt Lokroi an der Südostküste Kalabriens zurück. Von diesem Mut und der gut ausgebildeten Armee begeistert, kehrte die Kommission nach Rom zurück und überstimmte den konservativen Flügel des Senats um Scipios Erzfeind Fabius Maximus, so dass vierzig Kriegsschiffe, 400 Lastschiffe und mehrere tausend Legionäre unter Scipios Aufsicht an einem Sommertag im Jahr 204 v. Chr. nach Afrika auslaufen konnten.

### Landung bei Kap Farina und Schlacht bei Utica
Nachdem die Flotte einen Tag durch Nebel gefahren war, erreichte man Afrika 30 Kilometer westlich von Karthago bei Pulcrum (Kap Farina). Schon in früheren Jahren hatten die Römer dort mehrere militärische Aktionen und Plünderungen vorgenommen. So sandte auch Scipio seinen Offizier Gaius Laelius voraus, um die Küste Nordafrikas zu sichern. Mit einer Heeresstärke von ungefähr 35.000 Soldaten ließ er sofort das küstennahe Umland einnehmen. Die Nachricht über diese Aktionen verbreitete Angst und Schrecken in Karthago. In den darauffolgenden Tagen kam es zunächst nur zu zwei Gefechten zwischen den Kavallerien, bei denen Scipio gegen Hasdrubal, den Sohn Gisgos, siegreich blieb. Anschließend zog er gegen Utica. Als die Belagerung jedoch erfolglos blieb, zog er sich ins Winterlager zurück. Von dort aus gelang es ihm, durch Verhandlungen den numidischen König Massinissa auf seine Seite zu bringen. Dieser war gekränkt worden, als Hasdrubal die bereits mit Massinissa verlobte Sophonisbe seinem Konkurrenten Syphax zur Frau gab.
Durch die erfolgreiche Verteidigung Uticas in ihrem Siegeswillen gestärkt, begannen die Karthager unter Hasdrubal ihre Flotte in den Wintermonaten auszubauen und auch ihre Landkräfte stark zu erweitern. Mit dem neu gewonnenen Verbündeten Syphax erhielt man zudem ausreichend Stärke, um Scipio im Frühjahr 203 v. Chr. zu stellen. Als der Konsul durch seine Gesandten erfuhr, dass die Feinde in einfachen Holzhütten kampieren mussten, überfiel und brandschatzte er deren Lager in der Nacht und vernichtete so die Heere Hasdrubals und des Syphax. Die Panik im Lager der Punier schildert Livius:
Die halbverbrannten Menschen und Zugtiere hatten zuerst durch schimpfliche Flucht, hernach durch die gefallenen Leichen die Torwege versperrt. Die das Feuer nicht verzehrt hatte, fraß das Schwert, und beide Lager wurden durch das gleiche Unglück zerstört. Doch beide Feldherrn und von so vielen Tausenden Bewaffneten entflohen zu einem großen Teil verwundet und vom Feuer versengt 2.000 Fußsoldaten und 500 halbbewaffnete Reiter. Niedergehauen oder vom Feuer verzehrt wurden 40.000 Menschen, etwa 5.000 gefangen, viele karthagische Adlige, elf Senatoren; 174 Feldzeichen wurden erobert, über 2.700 numidische Pferde, sechs Elefanten; acht kamen durch Feuer und Schwert um, und eine große Menge Waffen wurde erbeutet; das alles wurde von dem Feldherrn dem Vulcanus geweiht und verbrannt.
Viele antike Autoren lobten daraufhin Scipios taktisches Verhalten, wohingegen etwa der Militärhistoriker Theodore Ayrault Dodge im 19. Jahrhundert sein Verhalten als feige bezeichnete.

### Die Schlacht von Zama

Schlachtverlauf

Als Folge der Niederlage bei Utica und kurze Zeit später bei Cirta musste sich Karthago auf Friedensverhandlungen einlassen, um nicht völlig vernichtet zu werden. Bei den Verhandlungen setzte sich Scipio erneut gegenüber dem Senat durch und diktierte einen moderaten Frieden: Die Karthager müssen sich auf ihr afrikanisches Stammland zurückziehen, ihre Flotte auf 20 Schiffe reduzieren und außerdem 5.000 Silbertalente (ein Talent entspricht 26 Kilogramm), sowie mehrere Geiseln an Rom abstellen. Zusätzlich musste auch Hannibal Italien verlassen und nach Afrika übersetzen, wo er im Herbst 203 v. Chr. mit nur noch 20.000 Soldaten ankam und sein Lager bei Hadrumetum aufschlug.
In Rom wurde Scipios Friedensschluss vor dem Senat verteidigt. Gleichzeitig warb Scipio neue Soldaten an und ließ seine Legionen verstärken. Im Frühjahr 202 v. Chr. sandte der Senat eine nach Rom gereiste karthagische Gesandtschaft in Begleitung des Quintus Fulvius Gillo nach Karthago zurück, um die Zustimmung Roms zum Friedensvertrags zu verkünden. Kurz zuvor war aber eine Flotte mit Vorräten für das römische Heer in Nordafrika in einen Sturm geraten und die mitgeführten 200 Lastschiffe dabei im Golf von Tunis untergegangen. Die Karthager plünderten die Schiffbrüchigen aus und empörten somit Rom. Drei von Scipio nach Karthago entsandte Legaten, Lucius Baebius Dives, Lucius Fabius und Lucius Sergius, forderten Wiedergutmachung, entkamen aber im Gegenteil auf der Rückfahrt nur knapp einem feindlichen Hinterhalt. Damit war der Waffenstillstand beendet.
Die Römer und ihr numidischer Verbündeter Massinissa bezogen bei Naraggara in der Nähe der Stadt Zama ihr Lager; Hannibal, der sie verfolgte, musste sechs Kilometer entfernt ohne Zugang zu Süßwasser lagern. Mit dem Karthager zog auch Vermina, der Sohn des gefangenen Syphax, in die Schlacht gegen die Römer, sodass die Stärke der Armee auf etwa 50.000 Infanteristen, 3.000 numidische Kavalleristen und 80 Kriegselefanten geschätzt wird. Der deutlichen Übermacht hatte Scipio nur 34.000 Infanteristen entgegenzusetzen, verfügte aber durch die numidische Unterstützung über 8.700 Berittene und somit über einen strategischen Vorteil. Vor der finalen Schlacht ergriffen die Römer einige Spione des punischen Feldherrn. Scipio stellte erneut sein edles Verhalten zur Schau, ließ sie nachsichtig behandeln und zeigte ihnen sogar sein Lager. Der von dieser Tat des Vertrauens überraschte Hannibal bat daraufhin um ein Treffen mit Scipio. Obwohl die Einzelheiten dieser Sitzung nicht überliefert sind, geht man davon aus, dass der Karthager nochmals um Frieden bat, Scipio jedoch Stärke demonstrierte und ablehnte. Somit kam es am Morgen des 19. Oktober 202 v. Chr. zur letzten Schlacht des zweiten punischen Krieges. Da Scipio die Angriffskraft der Elefanten fürchtete, ließ er seine Infanterie mobil in Einheiten zu zweihundert Mann aufstellen, um somit die Tiere in Gassen zu treiben. Des Weiteren setzen beide Generäle auf die Kampfkraft ihrer Kavallerie und formierten ihre schwere Infanterie hinter der leichteren. Nach einem längeren Vorgeplänkel gab Hannibal seinen Elefanten den Befehl zum Angriff, die Römer waren nun aber vorbereitet und schlugen die Angriffswelle zurück. Nachdem beide Hauptheere den Befehl zum Angriff erhielten, griffen die römischen Berittenen und ihre numidischen Verbündeten den Stolz der punischen Armee, die Kavallerie, an und schlugen die zahlenmäßig Unterlegenen in die Flucht. Als die Schlacht ihren Höhepunkt erreicht hatte, fielen die römischen Berittenen den punischen Infanteristen in den Rücken, sodass diese panisch das Feld räumten.
Die Römer bezifferten ihre Verluste hingegen nur auf 2.000 Soldaten, sodass Scipio nachrücken konnte und die punische Hauptstadt direkt bedrohte. Nun bat Karthago um Frieden und der Zweite Punische Krieg wurde beendet. Scipio selbst diktierte Karthago die Bedingungen, die entgegen den Forderungen mancher römischer Senatoren moderat ausfielen: Karthago musste 10.000 Silbertalente an Rom zahlen, seine Flotte wurde auf 20 Schiffe reduziert und seine Interessensphären nicht nur auf Nordafrika eingeschränkt, sondern es musste sich auch verpflichten, sich im Kriegsfalle an die Anweisungen des Senats von Rom zu halten.

## Ehrungen in Rom und Konflikte mit dem Senat
Bei seiner umjubelten Rückkehr erhielt Scipio den Ehrentitel Africanus. Doch aufgrund zunehmender Differenzen mit führenden Senatsmitgliedern, die seinen Ruhm mit Besorgnis sahen, zog er sich für mehrere Jahre aus dem öffentlichen Leben zurück. Seine Lage war problematisch, da er schlicht zu viel Ansehen und Macht auf sich vereinigt hatte, um einfach wieder in die Nobilität integriert werden zu können – die übrigen Aristokraten versuchten daher, sein Ansehen wieder auf Normalmaß zu reduzieren. Unvergessen war, dass die spanischen Legionen Scipio als rex, als „König“, gefeiert hatten (auch wenn er diesen Titel zurückgewiesen und sich stattdessen als imperator hatte anreden lassen). Zwischenzeitlich wurde er dennoch 199 v. Chr. zum Zensor ernannt und bekleidete 194 v. Chr. noch einmal das angesehene Amt des Konsuls. Außerdem führte er als Vorsitzender 193 v. Chr. die Untersuchung über einen Grenzstreit zwischen Karthago und Massinissa, der ständig sein numidisches Königreich erweitern wollte. (Diese Grenzstreitigkeiten sollten Jahrzehnte später, 150 v. Chr., den Grund für den letzten punischen Krieg bieten, welcher den Untergang des punischen Karthago markierte.) In der Folge plante Scipio aufgrund des wachsenden Widerstands gegen seine dominierende Position seinen endgültigen Abschied aus der römischen Politik. Als jedoch Rom 190 v. Chr. dem Seleukiden Antiochos III. von Syrien den Krieg erklärte, zog er noch einmal, zusammen mit seinem Bruder Lucius Cornelius Scipio, in den Krieg. Scipio Africanus diente hierbei als Organisator der Legionen und gleichzeitig als Taktiker. Den Oberbefehl dagegen, den er gefordert hatte, wollte ihm der Senat nicht zugestehen, da man fürchtete, nach einem Sieg würde er endgültig unangreifbar werden. Dennoch oblag ihm die eigentliche Durchführung der Operationen. Vor allem seinem schnellen Handeln ist der Sieg in der Schlacht bei Magnesia zu verdanken, welche den Krieg rasch zugunsten Roms beendete.
Nach seiner Rückkehr hatten Scipios politische Gegner im Senat, die die Republik durch ihn bedroht sahen, die Oberhand gewonnen. Sie versuchten, ihn durch politisch motivierte Prozesse zu entmachten: In den Scipionenprozessen warfen sie den Scipio-Brüdern vor, Bestechungsgelder von Antiochos entgegengenommen zu haben. Lucius, der wie sein Bruder einen Ehrentitel, nämlich Asiaticus, erhalten hatte, wurde hierfür zu einer hohen Geldstrafe verurteilt. Als jedoch Scipio Africanus der Prozess gemacht werden sollte, zerriss er öffentlich die Rechnungsbücher:
„Als einer der Senatoren Rechenschaft wegen des Geldes forderte, das er vor Abschluss des Friedensvertrages mit Antiochos zur Besoldung des Heeres erhalten hatte, erklärte Scipio, er besitze zwar die Belege, habe es aber nicht nötig, darüber jemandem Rechenschaft zu geben. Als jener aber nicht locker ließ und die Herbeischaffung der Rechnungsunterlagen verlangte, bat Scipio seinen Bruder, sie zu holen, und als dieser sie gebracht hatte, hielt er sie dem Senat hin und zerriss sie dann vor aller Augen: der Antragsteller solle sich die gewünschte Auskunft gefälligst selbst in den Fetzen suchen. Die anderen aber fragte er, wieso sie von ihm Auskunft verlangten über die 3000 Talente und wie er sie ausgegeben habe, aber nicht über die 15.000, die sie nun von Antiochos erhielten; wieso sie nicht fragten, wie und durch wen diese erworben worden seien oder wie sie in den Besitz von Asien, Afrika und Spanien gelangt seien. Diese Worte machten einen tiefen Eindruck. Alle waren beschämt, und der Antragsteller schwieg.“(Polybios 23,14,7f.)
Scipio forderte das Volk auf, mit ihm auf dem Kapitol den Jahrestag von Zama zu feiern, und erregte hiermit einen öffentlichen Aufruhr zu seinen Gunsten. Doch dieser Erfolg zahlte sich für Scipio langfristig nicht aus, da er seinen Gegnern letztlich nur seine Gefährlichkeit vor Augen geführt und zudem öffentlich gezeigt hatte, dass er annahm, aufgrund seines Ruhmes über den Gesetzen zu stehen. Damit stieß er auch seine Freunde unter den Senatoren vor den Kopf.
Bald nach dieser zwischenzeitlichen Niederlage seiner Gegner zog sich Scipio daher, politisch vollständig isoliert, nach Kampanien zurück, wo er in „freiwilliger“ Verbannung lebte und 183 v. Chr. in seiner Villa in Liternum starb. Spätere Generationen priesen ihn dafür, dem Reich eine Zerreißprobe erspart zu haben:
„Warum sollte ich diese Seelengröße, mit der er schließlich freiwillig in die Verbannung ging und die res publica vom Druck befreite, nicht bewundern? Es war ja soweit gekommen, dass entweder die allgemeine Freiheit dem Scipio oder Scipio der Freiheit Gewalt antun musste. Beides entsprach nicht dem göttlichen Gesetz. Und so räumte er seinen Platz für die Gesetze und zog sich nach Liternum zurück, auf dass seine eigene Verbannung der res publica genauso zugute kommen möge, wie es die des Hannibal getan hatte.“ (Seneca epist. mor. 86)
Das innenpolitische Scheitern des Kriegshelden Scipio wies auf die Zukunft voraus. Es war nicht gelungen, den zu mächtig gewordenen Einzelnen wieder in die römische Aristokratie zu integrieren. Die Vorgänge rund um Scipio werden in der Forschung daher oft als Wetterleuchten der 50 Jahre nach seinem Tod ausbrechenden, sich über mehr als 100 Jahre hinziehenden römischen Bürgerkriege gesehen, in denen die Senatsherrschaft ebenfalls keinen Weg fand, übermächtige Männer wie Pompeius und Caesar in den Staat einzubinden, was letztlich zum Untergang der Republik führen sollte – denn spätestens Caesar war dann im Unterschied zu Scipio nicht mehr bereit, seine politische Karriere zu opfern, sondern zog stattdessen in den Bürgerkrieg.

## Familie
Scipios Tochter Cornelia heiratete Tiberius Sempronius Gracchus den Älteren, mit dem sie die Tochter Sempronia und die Söhne Tiberius und Gaius Sempronius Gracchus hatte.

## Wirkung

### Antike Meinungen
In der Antike wurde Scipio als Held und großer Taktiker verehrt. So erwähnte ihn Cicero in seinem Werk De re publica als Volkshelden und Bezwinger des Ungeheuers Karthago. Auch in Silius Italicus’ Punica wurde er als der Retter Roms dargestellt. Gleiches wies ihm auch der antike Historiker Livius in seinem Werk Ab urbe condita zu. Livius und Polybius (wie auch andere antike Autoren) priesen vor allem seinen edlen Charakter als Ritter und beschrieben sein taktisches Vermögen als unnachahmbar. Polybius' Zuneigung zu Scipios Taten beruhen wahrscheinlich auch auf dem engen Kontakt zur Familie der Scipionen. Dennoch verschrieb sich Polybius der historischen Wahrheit, getreu seinem Vorbild Thukydides. Livius hingegen fühlte sich verpflichtet, der römischen Gesellschaft die Werte und Tugenden der Vergangenheit zu vermitteln. Um dies zu verwirklichen, dramatisierte er die Ereignisse und stilisierte führende Römer zu Volkshelden, während er aber die Heeres-Stärken und grundlegende Taktiken sehr detailliert und wahrheitsgemäß wiedergab. Diese beruhen bei allen inter-italienischen Schlachten auf den Angaben des Polybius.

### Modernes Urteil
In der modernen Literatur wird Scipio nach differenzierter Untersuchung unterschiedlich beurteilt. Zum einen förderten seine Schlachttaktiken das Bild eines außergewöhnlichen Feldherren. In Italien wurde er unter Mussolini sogar zum Nationalhelden erklärt. Das gegenteilige Bild des Scipio vertrat der US-amerikanische Militärhistoriker Theodore Ayrault Dodge. Der Autor einer Biografie Hannibals sah vor allem in Scipios Verhalten bei der Schlacht von Utica einen Bruch mit den ihm zugesprochenen edlen Eigenschaften.
Viele Althistoriker (etwa Egon Flaig) betrachten Scipio heute nüchterner als erstes Beispiel für die „großen Einzelnen“, die während der Errichtung der römischen Mittelmeerherrschaft zu so gewaltigem Ansehen und Reichtum kamen, dass sie den Rahmen der Republik, die auf die ungefähre Gleichrangigkeit innerhalb der Nobilität angewiesen war, bedrohten. Oft wird Scipio dabei mit Gaius Iulius Caesar verglichen, der 150 Jahre nach ihm ebenfalls nicht mehr bereit war, einfach ins Glied zurückzutreten, sich aber anders als Scipio angesichts des Widerstands der anderen Senatoren nicht für das Exil, sondern für die gewaltsame Durchsetzung seiner Stellung im Staat entschied und damit letztlich den Untergang der Republik einleitete.

### Musik und Malerei

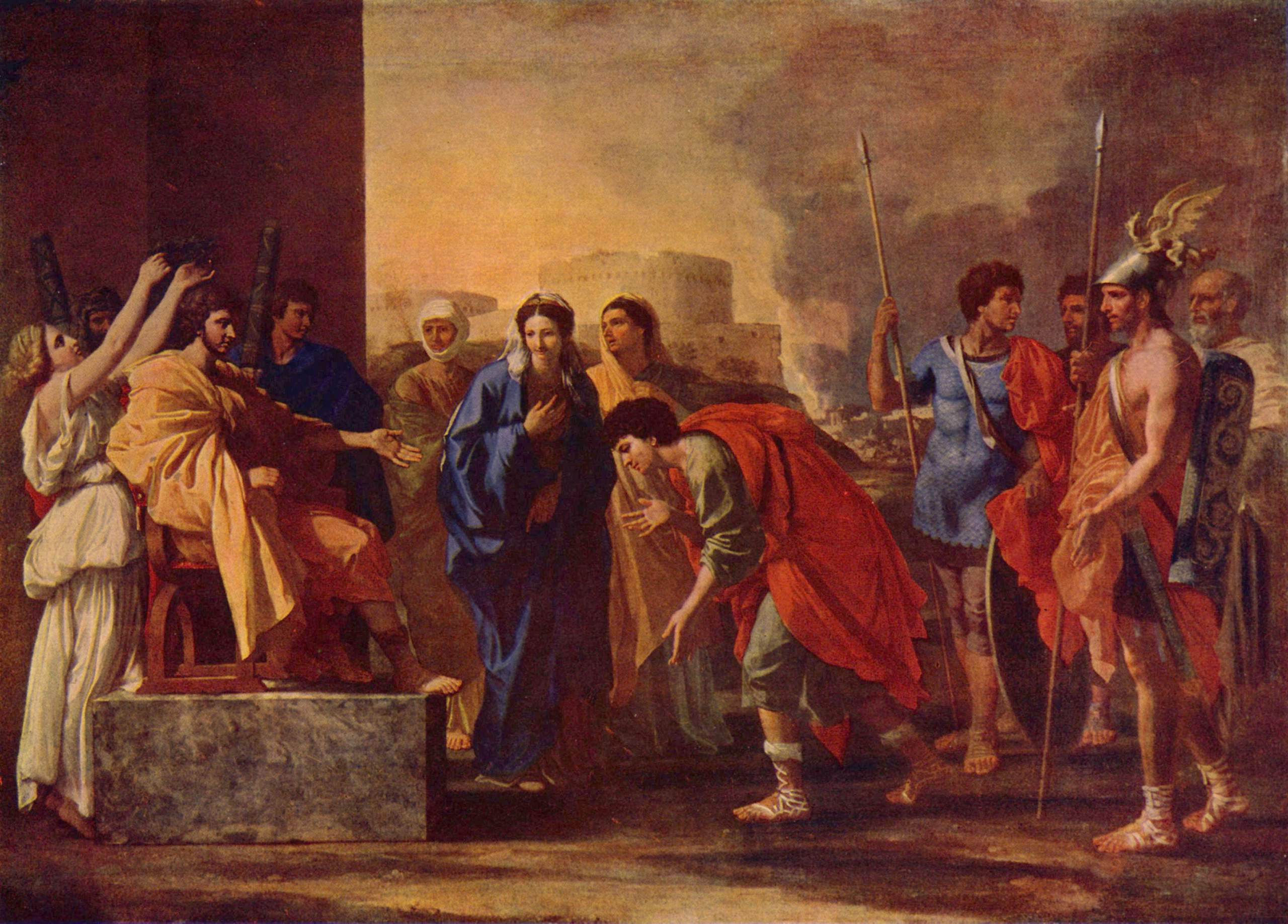
Das Historiengemälde „Die Großmut Scipios“ von Nicolas Poussin zeigt die Rückgabe einer als Kriegspreis festgenommenen Frau an ihren Verlobten

Scipios Taten regten Georg Friedrich Händel zu seiner Oper Publio Cornelio Scipione an, die sich des antiken Stoffs bediente. Ein Verweis auf Scipio findet sich auch zu Beginn der italienischen Nationalhymne Fratelli d’Italia. Deren erste Zeilen lauten: Fratelli d’Italia, l’Italia s'è desta, dell’elmo di Scipio s'è cinta la testa.
Auch in der Malerei fanden viele Künstler in Scipios Taten Inspiration. So stellten mehrere Maler wie Francesco Zugno, Giovanni Francesco Romanelli, Nicolas Poussin, Giambattista Pittoni und Bernhard Rode die Szene dar, in welcher Scipio die gefangene Schöne an ihren keltischen Verlobten zurückgab. Ebenso wurde Scipio in zahlreichen Fresken verewigt, zum Beispiel in der Villa Caldogno Nordera oder im Kloster St. Georgen.

### Film
Nach der Annexion Äthiopiens durch italienische Truppen beauftragte Benito Mussolini Carmine Gallone, das aufwändige Epos Scipione l’Africano über den römischen Feldherrn in Afrika zu drehen, das 1937 bei den Filmfestspielen von Venedig ausgezeichnet wurde. In dem teuersten Film des faschistischen Italien sollte Scipio den Traum der italienischen Weltherrschaft symbolisieren, stand aber gleichermaßen für ein den Feind respektierendes Verhalten. 1971 inszenierte Luigi Magni den Film Scipione detto anche l’africano mit Marcello Mastroianni, Vittorio Gassman und Silvana Mangano in den Hauptrollen.